# Сицко Геннадій
Геннадій Сицко (нар. 1960) — радянський та білоруський футболіст, що грав на позиції півзахисника. Найбільш відомий за виступами в команді «Динамо» з Берестя, за яку зіграв понад 150 матчів у другій лізі СРСР.

## Клубна кар'єра
Геннадій Сицко розпочав займатися футболом у СДЮШОР-5 міста Берестя. У 1977 році дебютував у складі місцевої команди другої ліги «Динамо». У команд швидко став одним із футболістів основи, й до 1982 року зіграв у її складі 133 матчі чемпіонату. У 1983 році Сицко перейшов до іншої команди другої ліги «Торпедо» з Луцька, та зіграв у її складі протягом року 42 матчі, відзначившись 6 забитими м'ячами, після чого повернувся до «Динамо». Проте цього разу футболіст втратив місце в основному складі команди, й за рік зіграв лише 19 матчів, й надалі грав у аматорських командах. У 1987 році Сицко грав у складі аматорської команди «Дніпро» з Черкас, та допоміг черкащанам повернутися до ліги майстрів. У 1991 році футболіст став гравцем аматорської команди «Брестпобутхім» з Берестя, яка наступного року грала в третьому білоруському дивізіоні. У сезоні 1994—1995 Геннадій Сицко грав у футзальному клубі «Брестіфт», після чого завершив виступи на футбольних полях.